# Jermaine Jones
Jermaine Jones (født 3. november 1981 i Frankfurt am Main, Vesttyskland) er en tysk/amerikansk fodboldspiller, der spiller som midtbanespiller. Gennem karrieren har han spillet for blandt andet New England Revolution, Colorado Rapids og LA Galaxy i USA, Besiktas JK i Tyrkiet, samt for Bayer 04 Leverkusen samt Eintracht Frankfurt.
Jones' ikke-tyske navn skyldes at hans far er amerikaner.

## Landshold
Jones står noteret for tre kampe for Tysklands landshold, som han debuterede for den 6. februar 2008 i en venskabskamp mod Østrig. Han blev efterfølgende udtaget til træningssamlingerne op til EM i 2008, men kom dog ikke med i landstræner Joachim Löws trup til slutrunden. I 2010 valgte han at skifte til USA's landshold, som han debuterede for i et opgør mod Polen. Skiftet blev muligt efter en regelændring fra FIFA, der tillader spillere at skifte landshold når man ikke har spillet en officiel kvalifikations- eller slutrundekamp. Siden da har han (pr. april 2018) spillet 69 landskamp for USA.